# Браничевски окръг
Вижте пояснителната страница за други значения на Браничево.
Браничевският окръг (на сръбски: Браничевски округ или Braničevski okrug) е териториална единица, намираща в североизточната част на региона Централна Сърбия. Населението му през 2011 година е 180 480 души. Негов административен и културен център е град Пожаревац.

## История
През Средновековието територията на Браничевски окръг е българска историко-географска област с името Браничево. По време на участието на България в Първата световна война е формирана Моравската област, като към нея е придадена и браничевската територия.

## Административно деление
Браничевският окръг обхваща осем административни единици:
- Град Пожаревац (дели се на две градски общини)
  - Градска община Костолац
  - Градска община Пожаревац
- Община Велико Градище с център Велико Градище
- Община Голубац
- Община Жабари
- Община Жагубица
- Община Кучево с център Кучево
- Община Мало Църниче
- Община Петровац на Млава

## Демографско развитие
| година | население |
| ------ | --------- |
| 1948   | 246 475   |
| 1961   | 263 344   |
| 1971   | 263 015   |
| 1981   | 263 677   |
| 1991   | 253 492   |
| 2002   | 200 503   |
| 2011   | 180 480   |

### Етнически състав
| Народност | 2002    | 2002   |
| --------- | ------- | ------ |
| Сърби     | 174 818 | 87,2 % |
| Власи     | 14 083  | 7,0 %  |
| Цигани    | 3188    | 1,6 %  |
| Общо      | 200 503 | 100 %  |